# バズ・ソイヤー
"マッドドッグ" バズ・ソイヤー（"Mad Dog" Buzz Sawyer、本名：Bruce Allen Woyan、1959年6月14日 - 1992年2月7日）は、アメリカ合衆国のプロレスラー。フロリダ州セントピーターズバーグ出身。
マッドドッグ（狂犬）の異名通り試合スタイルはラフファイトが中心で、戦いながら「ヒヒヒッ」という笑い声や奇妙な雄叫びをあげたり、対戦相手の尻に噛みついたりするなど異色のレスラーでもあったが、レスリングの下地を持つ試合巧者としても実績を残した。

## 来歴
ディキシー・ホリンズ・ハイスクールではレスリングをはじめアメリカンフットボールや陸上競技でも活躍。1979年2月、テネシー州メンフィスのCWAにおいてデビュー。同年5月からはエディ・グラハムの主宰する地元フロリダのCWFに出場して、キング・カーティス、バグジー・マグロー、ソー・ザ・バイキング、ジョー・ルダック、ドン・ムラコ、キラー・カーンなどのスカッシュ・マッチ用のジョブ・ボーイを務めた。
以降も各地のNWA傘下団体を転戦してキャリアを積み、アラバマのSECWでは1980年2月16日、ボビー・ジャガーズを下してNWAサウスイースタンTV王座を獲得。同年6月2日にはジム・クロケット・ジュニアの運営するノースカロライナのMACWにてマット・ボーンと組み、4チーム参加のトーナメント決勝でジミー・スヌーカ&アイアン・シークを破りNWAミッドアトランティック・タッグ王座を獲得した。1981年からは太平洋岸北西部のPNWにおいて、実弟ブレット・ソイヤーとのタッグで活動。4月14日にリップ・オリバー&ザ・デストロイヤー（フィデル・シェラ）からNWAパシフィック・ノースウエスト・タッグ王座を奪取している。

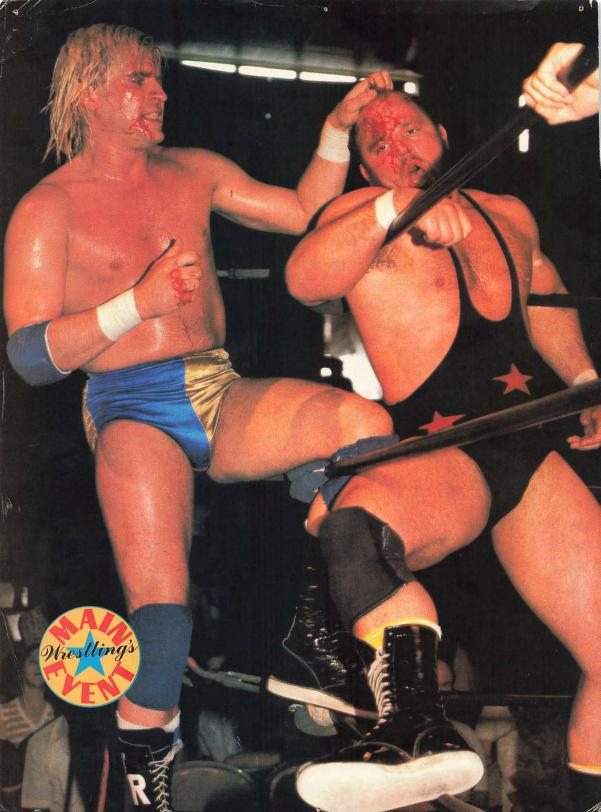
トミー・リッチ (左) と対戦するソイヤー（1983年）

1980年代初頭までは主にベビーフェイスのポジションにいたが、1982年よりヒールに転向して、ジム・バーネット主宰のジョージア・チャンピオンシップ・レスリングに参戦。ポール・エラリングのリージョン・オブ・ドゥームに加入し、トミー・リッチとのNWAナショナル・ヘビー級王座を巡る抗争で名を馳せる。1983年2月28日にはオーガスタにてスタン・ハンセンとのシングルマッチも行われ、反則負けを喫した。同年下期にエラリングと仲間割れして一時的にベビーフェイスに戻り、ブレットとの兄弟タッグチームを再結成。ロード・ウォリアーズを相手にNWAナショナル・タッグ王座を争った。
1984年よりヒールのポジションに定着し、古巣のフロリダではケビン・サリバンと結託してダスティ・ローデスやビリー・ジャックと抗争、アンドレ・ザ・ジャイアントとも対戦した。中西部のセントラル・ステーツ地区にも出場して、同年4月19日にはカンザスシティにてリック・フレアーのNWA世界ヘビー級王座に挑戦した。同月からはキャプテン・ルー・アルバーノをマネージャーに迎えてWWFにも参戦。S・D・ジョーンズを破ってTVデビューを飾り、ブライアン・ブレアー、トニー・ガレア、イワン・プトスキー、スヌーカなどと対戦したが、短期間で離脱している。なお、当時WWFには大ベテランのマッドドッグ・バションが所属していたために、ソイヤーはブルドッグ（Bulldog）のニックネームをつけられていた。
WWF離脱後の1984年10月、全日本プロレスに初来日。ハーリー・レイスと組んでのタッグマッチではジャイアント馬場&ジャンボ鶴田のBJ砲とも対戦したが、短期間の特別参加ということもあり、また日本でのネームバリューの高いレイスやリッキー・スティムボートも同じく特別参加選手として来日していたため、活躍の機会には恵まれなかった。同年の世界最強タッグ決定リーグ戦にもワンマン・ギャングとのタッグで出場が予定されていたものの、直前に来日中止となり、結局全日本プロレスには一度限りの参戦となった。
1985年からはビル・ワットのMSWAおよびUWFで活動し、ジム・ドゥガン、ブッチ・リード、テリー・テイラー、テッド・デビアス、スティーブ・ウィリアムスらと抗争。MSWAからUWFへの団体名変更に伴い、1986年3月にはミッドサウスTV王者ディック・スレーターからベルトを譲り受け、UWF世界TV王座の初代チャンピオンにもなっている。UWFではジョージアでの宿敵だったディック・マードックやマスクド・スーパースターとも共闘した。
1986年の下期より、フリッツ・フォン・エリックが主宰していたテキサス州ダラスのWCWA（WCCW）に進出。6月16日にクリス・アダムスからTV王座を奪取して、7月4日にはブライアン・アディアスを破りテキサス・ヘビー級王座も獲得。若手時代の盟友ボーンと組んでWCWA世界タッグ王座にも戴冠するなどトップヒールとなり、ケビンとケリーのフォン・エリック兄弟をはじめ、当時売り出し中だったディンゴ・ウォリアーとも抗争を展開した。9月5日のダラス・スポータトリアムでのイベントでは、フォン・エリック・ファミリーの助っ人的存在だったブルーザー・ブロディとシングルマッチで対戦している。
1987年1月、全日本プロレスと新日本プロレスが来日をそれぞれ発表したが、最終的にはWCWAとの提携ルートで新日本プロレスにブレットを帯同して初参戦、兄弟タッグでアントニオ猪木&坂口征二の黄金コンビや藤原喜明&木戸修の旧UWF勢とも対戦した。以降も新日本プロレスの常連外国人選手となり、サルマン・ハシミコフらソビエト連邦のレッドブル軍団とはアマチュア時代のレスリング・スタイルで対決。藤波辰巳や武藤敬司とも好勝負を行い、レイジング・ブルことマニー・フェルナンデスとのタッグでも活躍した。
1989年11月よりNWA（WCW）に主戦場を戻して、ダラスでもマネージャーを務めていたゲーリー・ハート率いるヒール・ユニット、J・テックス・コーポレーション（J-Tex Corporation）に加入。メンバーのテリー・ファンク、グレート・ムタ、ドラゴン・マスターらと共に、フレアーやアーン・アンダーソンらフォー・ホースメンと抗争を繰り広げた。ユニットの解散後はフロリダでの盟友サリバンと組み、1990年2月25日開催のPPV "WrestleWar 1990" ではジョニー・エース&シェーン・ダグラスのダイナミック・デューズと対戦している。
WCW離脱後はインディー団体を転戦していたが、1992年2月7日、ヘロインの過剰摂取により死去。32歳没。
2021年、WWE殿堂のレガシー部門に迎えられた。

## 得意技
- パワースラム
自らロープに飛んで相手に突進し、クロス・ボディ等で迎撃しようとジャンプした相手を空中で受け止めて投げつける独自のパワースラムを見せた。
- ダイビング・スプラッシュ
- ダイビング・ヘッドバット
- ベリー・トゥ・ベリー・スープレックス

## 獲得タイトル
サウスイースタン・チャンピオンシップ・レスリング
- NWAサウスイースタンTV王座：1回[5]

ミッドアトランティック・チャンピオンシップ・レスリング
- NWAミッドアトランティック・タッグ王座：1回（w / マット・ボーン）[6]

パシフィック・ノースウエスト・レスリング
- NWAパシフィック・ノースウエスト・タッグ王座：1回（ブレット・ソイヤー（英語版））[7]

ジョージア・チャンピオンシップ・レスリング
- NWAナショナル・ヘビー級王座：1回[27]
- NWAナショナル・タッグ王座：1回（ブレット・ソイヤー）[9]

ワールド・クラス・レスリング・アソシエーション
- WCWA TV王座：1回[18]
- WCWAテキサス・ヘビー級王座：1回[19]
- WCWA世界タッグ王座：1回（w / マット・ボーン）[28]

ユニバーサル・レスリング・フェデレーション
- UWF世界TV王座：1回[16]

WWE
- WWE殿堂（レガシー部門）：2021年[26]